# Hout (element)
木  Hout is een van de vijf elementen uit de Chinese astrologie.
Hout wordt geassocieerd met:
- het Oosten (東)
- lente (春)
- de azuurblauwe draak (青龍)
- de planeet Jupiter (木星)
- de kleur  groen (緑)
- in de Chinese geneeskunde geassocieerd met de lever (肝) en de galblaas (胆)